# Park Narodowy Skamieniałego Lasu

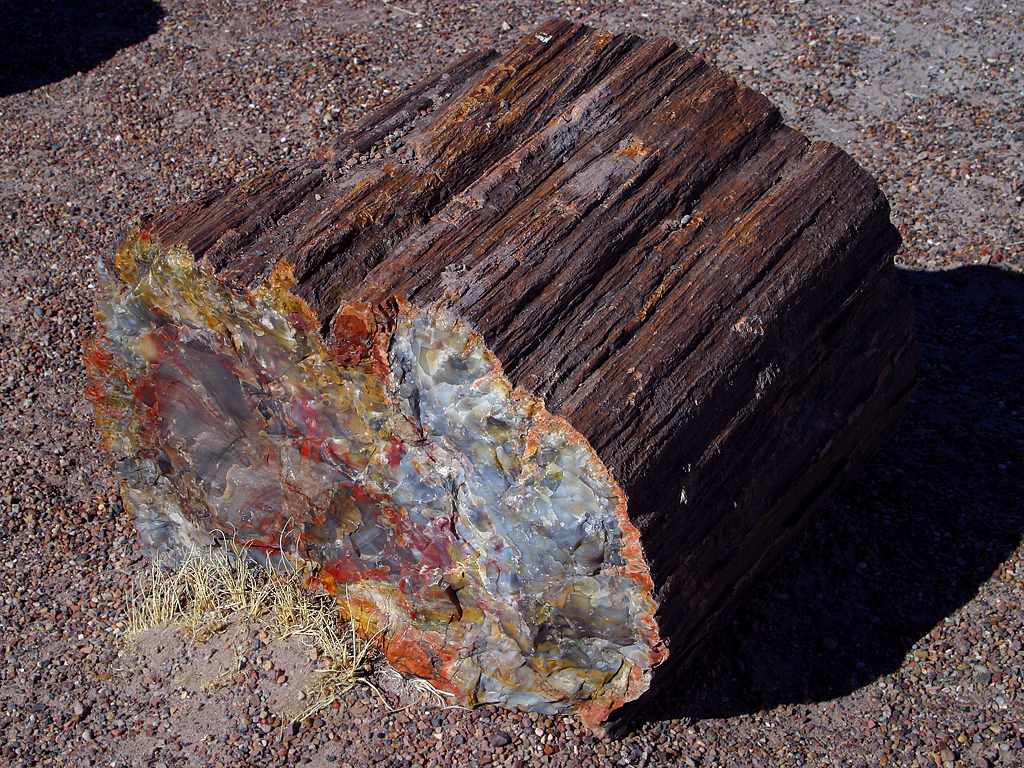
Skrzemieniałe drewno w Parku Narodowym Skamieniałego Lasu

Park Narodowy Skamieniałego Lasu (ang. Petrified Forest National Park) – park narodowy położony w Stanach Zjednoczonych, w stanie Arizona, na terenie Pustyni Pstrej. Nazwa parku pochodzi od licznych egzemplarzy skrzemieniałego drewna, które występują na jego obszarze.
Obszar parku został pierwotnie objęty ochroną decyzją prezydenta Theodore’a Roosevelta z 8 grudnia 1906, który utworzył w tym regionie pomnik narodowy pod nazwą Petrified Forest National Monument. Granice pomnika były później kilkakrotnie zmieniane. Ostatecznie Kongres Stanów Zjednoczonych decyzją z 28 marca 1958 podniósł rangę obszaru chronionego do parku narodowego, ustanawiając Park Narodowy Skamieniałego Lasu. Proces legislacyjny trwał kilka lat i ostatecznie park narodowy powstał 9 grudnia 1962. Granice obszaru objętego ochroną po raz kolejny uległy zmianie w 2006, gdy prezydent George W. Bush powiększył powierzchnię parku z 379 km² do 884 km².